# Kern AG (Maschinenbau)
Die Kern AG ist ein Schweizer Unternehmen mit Sitz in Konolfingen (BE). Das Familienunternehmen, das in 50 Ländern ca. 500 Mitarbeiter beschäftigt, produziert Maschinen für die Dokumentenverarbeitung und das Output Management, also die automatisierte Zusammenstellung, Verpackung und Versendung von Briefen und Dokumenten.
Seit der Gründung 1947 durch Marc Kern ist das Unternehmen in Familienhand und wird heute in zweiter Generation vom Inhaber Uli Kern geleitet. Zu den Kunden zählen Druckdienstleister, Lettershops, Banken, Behörden, Postdienste, Telefongesellschaften, Energieversorger, Rechenzentren, Versicherungen und andere Betriebe im Bereich von mittleren bis sehr hohen Versandvolumen.